# Historie esperanta na Mladoboleslavsku
Na Mladoboleslavsku mělo esperantské hnutí dvě centra, nejdříve Mnichovo Hradiště a pak i Mladá Boleslav. Esperantisté pořádali kurzy, setkání, vydávali informační zpravodaj a publikovali knihy, kterými ovlivnili a ovlivňují celostátní esperantské hnutí.

## Začátek
1892: V tomto roce v Mladé Boleslavi působil František Vladimír Lorenc (1872–1957), který v roce 1890 vydal první učebnici esperanta podle „Unua Libro“ de L.L.Zamenhofa, tedy již 3 roky po zveřejnění v roce 1887 Zamenhofova díla v ruštině, němčině, francouzštině a polštině. Lorenc vydával časopis – čtrnáctideník „Pokrok“ pro pokrokovou mládež, celkem 5 čísel. Lorenc se angažoval v hnutí „Omladina“.  V roce 1893 prchl do Brazílie, kde se stal známým a váženým. V roce 2018 knihovna ve Vrdech přijala jméno Knihovna F. V. Lorence a byla mu zde odhalena pamětní deska (autor Zdeněk Myslivec).
Další esperantisté v Mladé Boleslavi registrovaní v Zamenhofových adresářích  byli Ferdinand Fermář (1904), Vítězslav Heřlas (1907), B. Najman (1907) a V. Svoboda (1908).

## Třicátá léta
1930: V Mnichově Hradišti 2. 4. 1930 založili klub pánové Blažek, Grindl, Kožák, Malý. Uskutečnil se kurz jazyka pro 24 zájemců. Přednášel esperantista Šustr z Prahy. Přednášky se konaly také v Bakově nad Jizerou. V Muzeu Mnichovo Hradiště se podařilo doklad, že zde v roce 1930 fungovala esperantská skupina „Verda Stelo“ (Zelená hvězda). Předseda Stanislav Malý, učitel, jednatel Josef Grindl, úředník, pokladník ing. František Krejbich, majitel sodovkárny, delegát Zdenek Blažek.
1931: V Mladé Boleslavi klub založil p. Reichelt 8. 9. 1931. Klub se scházel u p. Quidy Maliny, Starofarní 73 vždy ve středu ve 20 hodin. Členové: Pytloun, Malina, Moucha, Podroužek, Reichelt. Od 6. října proběhl kurz jazyka pro 26 zájemců. Vyučoval esperantista Scherer.

## Čtyřicátá léta
S nástupem 2. světové války došlo k perzekuci esperanta ze strany fašistického Německa. Dotklo se to i mladoboleslavských esperantistů. V knize “Historio de la Esperanto-movado en Ĉeĥoslovakio“ St. Kamarýta z r. 1983 vydané Českým esperantským svazem jsou jména: Stanislav Malý, odborný učitel, předseda esperantského klubu v Mnichově Hradišti, zahynul v Osvětimi, MUDr. Karel Marek, zakladatel klubu v Mladé Boleslavi byl zatčen gestapem v roce 1941, zemřel ve vězeňské nemocnici v Moabit u Berlína, MUDr. František Vaněk (28. 3. 1884-30. 11. 1957), Dolní Bousov byl vězněn. V knize je uvedeno celkem 60 jmen českých esperantistů, kteří byli pronásledováni.
Mezi dvěma světovými válkami patřilo československé hnutí k nejsilnějším v Evropě. 

## Padesátá léta
EAĈSR (Esperanto-Asocio en Ĉeĥoslovaka Respubliko) mělo na začátku roku 1949 víc než 3000 členů. Předseda Adolf Malík se zúčastnil 34. světového kongresu 1949 v Bournemouthu v Británii jako oficiální delegát Ministerstva informací a vzdělávání. 
1950: Koncem května 1950 na 8. kongresu v Brně byl rekordní počet účastníků – skoro 1000.
1952:  V roce 1952 dostali esperantisté pokyn od Československé vlády, aby přestaly esperanto propagovat. EAĈSR se koncem roku nacházela v dezorganizaci. Její místní kluby se začaly rozpadat do samostatných jednotek a ve velkém počtu se přetransformovávaly na esperantské kroužky u podnikových kulturních klubů ROH (Revoluční odborové hnutí), u okresních vzdělávacích organizací nebo u místních klubů ČSM. EAĈSR směřovalo k analogickému uspořádání na celostátní úrovni, tedy k přijetí jako kulturní sekce do ROH. Od prosince 1951 zvláštní komise jednala se stranickými a vládními orgány, jak dál pokračovat v práci. 10. 7. 1952 vyslechli členové této komise na schůzi Ústředního výboru KSČ doporučení, aby „nepropagovali a nevyučovali esperanto, i když pomáhá boji za mír a socialismus, protože lid se stejně bez mezinárodního jazyka dohodne a bude jednotný“. Stranický reprezentant kromě toho konstatoval, že je v esperantu „nebezpečí“, které umožňuje třídním nepřátelům podvratnou činnost. To bylo jasným avízem k definitivnímu rozhodnutí strany: 19. 8. 1952 byl Malík předvolán na ministerstvo zahraničních věcí, kde dostal ústní příkaz, aby se EAĈSR „dobrovolně“ sama zlikvidovala. 16. 9. 1952 se výbor organizace sešel na mimořádné schůzi. Malík naléhal na přijetí rozkazu z ministerstva, protože tak se bude moci pokračovat v práci individuálně. Jeho návrh byl přijat 23 hlasy, 18 se zdrželo. Burda a dva další hlasovali proti, a dávali přednost čekat na vynucenou likvidaci.
A koncem roku 1950 zrušila organizace své členství v UEA (Universala Esperanto-Asocio). Orgánový časopis EAĈSR Esperantista, revue Esperantisto Slovaka a propagační noviny Esperanto-Servo musely přestat vycházet koncem roku 1952. 
Po nedostatku učebnic a literatury následoval drastický úbytek členů. Redakce odmítaly uveřejňovat články od „Gazetara servo de EAĈSR“ a méně se pořádaly kurzy. Esperanto v Československu už nebylo vítané ani pro rozšiřování děl „národních hrdinů“ pro zahraničí. Esperantský překlad knihy Reportáž psaná na oprátce českého komunisty Julia Fučíka, popraveného nacisty, který byl v roce 1951 dokončen, nebyl na nátlak úřadů vydán.
Československo bylo poslední lidovou demokracií v Evropě, která převzala sovětský model esperantského hnutí. Zůstala jen jedna země pod vlivem Sovětského svazu, kterou nepostihla vlna nechuti k esperantu: Čínská lidová republika.

## Šedesátá až osmdesátá léta
1969 MUDr. Josef Hradil v Mnichově Hradišti vydává Mezinárodní jazyk pro zdravotníky. Přehled esperantské mluvnice se zaměřením na zdravotník. Zároveň vydává cyklostylovaný zpravodaj Verda Familio, zrcadlově esperantsky a esperantsky.
1979 Mudr. Hradil vydává Esperanta Medicina Terminaro (cyklostyl)
1982 Druhé vydání Esperanta Medicina Terminaro (sazba)

## Devadesátá léta
1992:	Plukovník Josef Vaněček (1923–1998), žák MUDr. Josefa Hradila (1924–2008) z Mnichova Hradiště, založil Svaz zdravotně postižených esperantistů v Pardubicích. Svaz měl 800 členů. Podařilo se uspořádat tři mezinárodní kongresy. Vedení převzala Jarmila Rýznarová (1929–2020), pak její dcery a vnuk.
Mudr. Hradil poskytl zdravotně postiženým esperantistům místo k seminářům ve svém pensionu ESPERO ve Skokovech. Konaly se od roku 1995 pravidelně 2× ročně, na jaře a na podzim, pod záštitou Svazu zdravotně postižených esperantistů. Postupně převzal organizaci seminářů Kroužek Dr. Hradila, který byl založen v roce 2000 v Mladé Boleslavi. Pobyty byly týdenní. Jazyk se vyučoval ve třech až čtyřech skupinách, cvičilo se, zpívalo, chodilo na výlety do Českého ráje, debaty nebraly konce. Často byli hosté ze zahraničí.
Celkem se uskutečnilo 50 seminářů. Poslední seminář v roce 2020 se již nemohl konat v Esperu ve Skokovech. Budova byla prodána a zbourána.

## Současnost
Esperantský klub v Mladé Boleslavi je stále aktivní, vydává čítanky esperanta pro začátečníky a pokročilé (již 12 svazků) a překládá do češtiny esperantskou literaturu: Evropou a Asií na kole a s esperantem, Osm let na cestách po naší planetě, Člověk proti Bybylonu, Maškaráda kolem smrti, Robinsoni na Sibiři, Bona Espero, Mise, No fakt, paní, věřte mi, Chromozomy vraha, Nebezpečný jazyk, Život Andrea Cseha, Zápisky z Íránu, Král Mates První, Pohádky ze všech koutů světa, Paměti ukrajinského Rusa, arabisty a esperantisty, Vladimíra Samodaje, Potomci impéria – Rusové na Baltu.